# Camminando camminando
Camminando camminando è il secondo album dal vivo di Angelo Branduardi. Il disco comprende anche due brani inediti composti da Branduardi, coi testi di Giorgio Faletti: ha inizio così una collaborazione che culminerà con l'album Il dito e la luna del 1998 con i testi scritti interamente dal 'fantasista' di Asti.
Il disco ha goduto di una ristampa alla fine del 2008 che non aggiunge nulla all'edizione originale. Il suo titolo è tratto da un verso del brano I Santi: «E camminando, e camminando».

## Tracce
1. Piccola canzone dei contrari (brano inedito)
2. La luna
3. Guten Abend und Willkommen (saluto in tedesco)
4. Il dono del cervo
5. Cogli la prima mela
6. Alla fiera dell'est
7. Il signore di Baux
8. Vanità di vanità
9. Il violinista di Dooney
10. Ballo in fa diesis minore
11. Domenica e lunedì
12. Fou de love
13. Le dodici lune
14. I Santi
15. La pulce d'acqua
16. Si può fare
17. L'apprendista stregone (brano inedito)

## Formazione
- Angelo Branduardi - chitarra, voce, cori, violino, armonica, pianoforte
- Claudio Guidetti - tastiera, chitarra, basso
- Ellade Bandini - batteria, percussioni
- Maurizio Fabrizio - chitarra, cori, pianoforte, tastiera
- Naco - percussioni (in Piccola canzone dei contrari)